# 사에구사 유카 IN db
사에구사 유카 인 데시벨(三枝夕夏 IN db, 영문 공식표기: U-ka saegusa IN db)은 일본의 음악 그룹이다. 2002년 데뷔했다. 사에구사 유카는 이와타 사유리, 쥬얼리(일본 활동곡) 등 다른 가수들의 가사를 쓰기도 했다.
2009년 10월 21일에 밴드 해체를 공식 발표하였으며, 2009년 11월에 정규 4집 앨범 발매를 마지막으로 2010년에 해체하였다.
사에구사 유카는 음악 활동을 은퇴하였으며, 나머지 멤버는 다른 이름으로 음악활동을 계속할 예정이다.
해체사유는 사에구사 유카의 사생활도 소중히 하려고 함 을 이유로 발표했다.

## 음반 목록

### 싱글
| 1st  | 2002년 6월 12일  | Whenever I think of you                                       | TX계 애니메이션 《건방진 천사》 엔딩 테마곡             |
| 2nd  | 2002년 8월 28일  | It's for you                                                  | TX계 애니메이션 《건방진 천사》 엔딩 테마곡             |
| 3rd  | 2002년 11월 6일  | Tears Go By                                                   | TX계 애니메이션 《건방진 천사》 엔딩 테마곡             |
| 4th  | 2003년 6월 18일  | CHU ☆ TRUE LOVE                                               |                                                         |
| 5th  | 2003년 8월 20일  | I can't see.I can't feel                                      | NTV계 《AX-MUSIC TV "AX 파워플레이 ＃037"》테마곡       |
| 6th  | 2003년 10월 29일 | 그대와 약속했던 아름다운 그 곳까지                            | YTV·NTV계 애니메이션 《명탐정 코난》 오프닝 테마        |
| 7th  | 2004년 3월 3일   | 잠든 너의 옆 모습에 미소를                                    | YTV·NTV계 애니메이션 《명탐정 코난》 엔딩 테마          |
| 8th  | 2004년 8월 11일  | 가라앉은 기분 달래주는 너                                     |                                                         |
| 9th  | 2003년 8월 20일  | 웃는 얼굴로 있어요                                            | NTV계 《AX-MUSIC TV "AX 파워플레이 ＃067"》테마곡       |
| 10th | 2004년 10월 13일 | 언제나 마음에 태양을                                          | CBC·TBS계 애니메이션 《울트라맨 렉서스》엔딩 테마곡     |
| 11th | 2005년 2월 16일  | 날아오르지 못하는 나에게 너는 날개를 주었다                   | CBC·TBS계 애니메이션 《울트라맨 렉서스》엔딩 테마곡     |
| 12th | 2005년 6월 15일  | 6월의 신부(당신 밖에 보이지 않아)                             | YTV·NTV계 애니메이션 《명탐정 코난》 엔딩 테마곡        |
| 13th | 2005년 11월 16일 | 너의 사랑에 싸여 아프다                                       | TX계 애니메이션 《격투미신 무룡》 오프닝 테마곡         |
| 14th | 2006년 2월 15일  | 사랑의 함정                                                   | TX계 애니메이션 《격투미신 무룡》 오프닝 테마곡         |
| 15th | 2006년 5월 24일  | Fall in Love                                                  | TX계 애니메이션 《격투미신 무룡 REBIRTH》 엔딩 테마곡   |
| 16th | 2006년 7월 12일  | Everybody Jump                                                | TX계 애니메이션 《격투미신 무룡 REBIRTH》 오프닝 테마곡 |
| 17th | 2006년 7월 12일  | 태양                                                          |                                                         |
| 18th | 2007년 1월 31일  | 구름을 타고                                                   | YTV·NTV계 애니메이션 《명탐정 코난》 오프닝 테마곡      |
| 19th | 2007년 10월 31일 | 내일은 내일의 바람 속.....꿈 속/새로운 자신으로 변하는 스위치 |                                                         |
| 20th | 2008년 2월 27일  | 눈 녹은 그 강의 흐름처럼                                      | YTV·NTV계 애니메이션 《명탐정 코난》 엔딩 테마곡        |
| 21st | 2008년 12월 10일 | 누구든지 반드시 누군가의 산타클로스                           | NTV계《라리 KING》12월 엔딩 테마곡                      |
| 22nd | 2009년 2월 25일  | 더 이상 그대를 혼자두지 않아                                  | TV도쿄계 《골고13》 엔딩 테마곡                         |
| 23rd | 2009년 6월 3일   | 언제나 본모습의 나로 있고싶어                                 |                                                         |
| 24th | 2009년 8월 26일  | 여름의 끝에 당신에게 편지를 쓰고 있습니다                     |                                                         |

### 정규 앨범
| 1st | 2003년 11월 19일 | 사에구사 유카 IN db 1st ~그대와 약속했던 온화한 그 장소로~ |  |
| 2nd | 2004년 11월 17일 | U-ka saegusa IN db Ⅱ                                       |  |
| 3rd | 2006년 9월 20일  | U-ka saegusa IN db Ⅲ                                       |  |
| 4th | 2009년 11월 25일 | U-ka saegusa IN db IV ~수정같은 계절에 매료되어~           |  |

### 베스트 앨범
| 1st | 2007년 6월 6일 | U-ka saegusa IN d-best ~Smile & Tears~ |  |